# Analista de negócios
O analista de negócios busca as melhores oportunidades de negócio, analisa tendências, cria novos produtos, recria produtos existentes, está sempre preocupado em encontrar novos caminhos para a empresa. Ele está em permanente contato com o cliente e os donos do negócio.
O analista de negócios, na nova abordagem da O&P (organizações e processos), antigo O&M (organizações e métodos), vem de maneira a complementar o analista de processos e o analista de sistemas. Os três tipos de analistas diferentes não devem ser confundidos entre si, não são mutuamente exclusivos e eles podem se complementar naquilo que têm de melhor.
Fundamentalmente, esta função está atrelada ao conhecimento e facilidade em lidar com negócios, assim como descrita acima, mas muito focada nos recursos de TI e de Sistemas (em toda sua extensão) para poder prover soluções exequíveis para atingir um determinado objetivo.
Conforme a listagem de cargos do Cadastro Brasileiro de Ocupações (CBO) do Ministério do Trabalho e Emprego (www.mtecbo.gov.br) o código do profissional no Brasil é: CBO 1423-30 ANALISTA DE NEGÓCIO.